# Peridroma sciera
Peridroma sciera là một loài bướm đêm trong họ Noctuidae.